# أمير المد والجزر (فلم)
أمير المد والجزر (بالإنجليزية: The Prince of Tides) هو فيلم دراما تم إنتاجه في الولايات المتحدة وصدر في سنة 1991.

## طاقم التمثيل
- نيك نولتي
- باربرا سترايساند
- بليث دانر
- جورج كارلين

## الميزانية والإيرادات
بلغت تكلفة إنتاج الفيلم حوالي 30 مليون دولار بينما حقق أرباحا تقدر بـ 110,000,000 دولار.

### ترشيحات وجوائز
| السنة | الحدث  | الفئة     | النتيجة |
| ----- | ------ | --------- | ------- |
|       | أوسكار | أفضل فيلم | ترشـيـح |

## وصلات خارجية
- مقالات تستعمل روابط فنية بلا صلة مع ويكي بيانات